# 1918 en Norvège
Chronologie de la Norvège
- 1914
- 1915
- 1916
- 1917
- 1918
- 1919
- 1920
- 1921
- 1922

Cet article présente les faits marquants de l'année 1918 en Norvège ou relatifs à la Norvège.

## Gouvernance
- Haakon VII est roi de Norvège.
- Gunnar Knudsen dirige le gouvernement  .

## Événements
- Les élections législatives norvégiennes de 1918 (Stortingsvalet 1918, en norvégien) se sont tenues le 21 octobre 1918, afin d'élire les cent vingt-trois députés du Storting pour un mandat de trois ans. Le Parti Libéral remporte les élections avec 51 sièges auxquels il faut ajouter les 3 sièges du Parti des travaillistes démocrates qui ont fait alliance avec le parti libéral.
- Accord entre la France et la Norvège en matière d’éducation : des jeunes norvégiens sont accueillis au Lycée Pierre Corneille à Rouen[1],[2].

## Naissances
- Naissance en Norvège en 1918

## Décès
- Décès en Norvège en 1918